# Daniel Bielica
Daniel Bielica (ur. 30 kwietnia 1999 w Zabrzu) – polski piłkarz, występujący na pozycji bramkarza, zawodnik NAC Breda.

## Życiorys
Wychowanek MKS Zaborze Zabrze, gdzie jego trenerem był Tomasz Włoka. W 2015 roku z rekomendacji Jerzego Machnika został zawodnikiem juniorów Górnika Zabrze. W 2016 roku został wcielony do rezerw Górnika Zabrze. Jego pierwszym meczem ligowym na poziomie seniorskim było spotkanie z KS Polkowice, które 10 czerwca 2017 roku jego klub przegrał 1:3.
W marcu 2018 roku został wcielony do pierwszej drużyny Górnika Zabrze, którego trenerem był wówczas Marcin Brosz. W drużynie zadebiutował 2 września w meczu Pucharu Polski, w którym Górnik pokonał Unię Hrubieszów 9:0. W sezonie 2018/2019 przeważnie występował w rezerwach (14 spotkań w III lidze). W pierwszej drużynie zagrał jeszcze w meczu Pucharu Polski z Rozwojem Katowice (6 grudnia, 4:1 po dogrywce). 15 grudnia jako zastępca Tomasza Loski zadebiutował w ekstraklasie, rozgrywając pełne spotkanie przeciwko Arce Gdynia (1:1).
Po pozyskaniu przez Górnika Zabrze Martina Chudego Bielica został przez klub udostępniony do wypożyczenia. W ten sposób w lipcu 2019 bramkarz przeszedł na zasadzie wypożyczenia do pierwszoligowej Sandecji Nowy Sącz. W nowosądeckim klubie Bielica był podstawowym zawodnikiem, rozgrywając 33 ligowe mecze w sezonie 2019/2020; w sześciu z nich nie stracił bramki. W sierpniu 2020 roku został wypożyczony do Warty Poznań. W Warcie przegrywał rywalizację z Adrianem Lisem, rozgrywając łącznie siedem spotkań w sezonie (dwa w Pucharze Polski i pięć w lidze). Po zakończeniu sezonu powrócił do Górnika Zabrze.

## Statystyki ligowe
| Sezon     | Klub               | Liga        | Mecze | Gole |
| --------- | ------------------ | ----------- | ----- | ---- |
| 2016/2017 | Górnik II Zabrze   | III liga    | 3     | 0    |
| 2017/2018 | Górnik II Zabrze   | III liga    | 7     | 0    |
| 2018/2019 | Górnik Zabrze      | Ekstraklasa | 1     | 0    |
| 2019/2020 | Sandecja Nowy Sącz | I liga      | 33    | 0    |
| 2020/2021 | Warta Poznań       | Ekstraklasa | 5     | 0    |
| 2021/2022 | Górnik Zabrze      | Ekstraklasa | 14    | 0    |
| 2022/2023 | Górnik Zabrze      | Ekstraklasa | 24    | 0    |